# Creu Coberta (València)
La Creu Coberta de València és una de les creus de terme que estaven situades als camins d'entrada i eixida de la ciutat i que marcaven els seus límits geogràfics des del segle xiv.
En l'actualitat romanen tres creus cobertes al voltant de València, i aquesta és l'única que es troba dins de l'actual terme municipal de la ciutat, i dona nom al barri de la Creu Coberta al districte de Jesús. Les altres dos creus cobertes que es troben als voltants de la ciutat són la Creu Coberta de Mislata i la Creu Coberta d'Almàssera, als actuals termes municipals de Mislata i Almàssera respectivament.
És coneguda simplement com la Creu Coberta, o també com a Creu de Sant Vicent, Creu del Miracle, o des de 1376 com a Creu del Camí Reial de Xàtiva, ja que es troba al carrer de Sant Vicent Màrtir, concretament a un illot al mig del carrer a l'altura del número 307. Aquest carrer correspon amb un tram de l'antiga Via Augusta romana que comunicava Roma amb les Columnes d'Hèrcules a l'estret de Gibraltar, i que creuava la colònia Valentia Edetanorum direcció al sud de la península.
Per tant, aquesta creu marcava el límit sud de la ciutat, i aquesta via ha estat coneguda també durant segles com el «Camí Reial de València a Xàtiva i Madrid», al tractar-se de l'eixida natural de la ciutat cap al sud i el centre de la península i cap als pobles de l'Horta Sud.
Obra gòtica realitzada el 1376 d'autor desconegut. Entre 1432 i 1435 el mestre d'obres Joan del Poyo i el tallista Johan Llobet la van renovar a compte de la «Fàbrica de Murs e Valls». El segle xvi la coberta va ser restaurada novament, i el 1898 Josep Aixa va realitzar una reconstrucció completa de l'obra.
La coberta es recolza en quatre pilars amb la part superior reforçada. El pilar octogonal de la creu es troba sobre una menuda basa circular. La creu és de pedra picada amb ornaments de la transició gòtica-renaixentista, representant a la cara sud a Crist en la Creu entre la Verge Maria i Sant Joan, i a la cara nord a Déu Pare amb dues persones resant als seus peus. Al capitell baix es troben diversos sants i escuts coronats de la ciutat.